# Ольвена
Ольвена (ісп. Olvena, араг. Olbena) — муніципалітет в Іспанії, у складі автономної спільноти Арагон, у провінції Уеска. Населення — 61 особа (2009).
Муніципалітет розташований на відстані близько 380 км на північний схід від Мадрида, 55 км на схід від Уески.

## Демографія
Динаміка населення (INE ):

## Галерея зображень

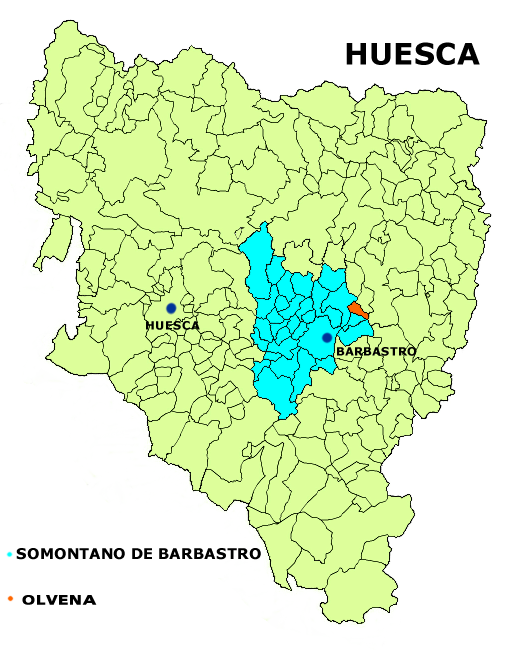
Розташування муніципалітету